# Las Limeñitas
Las Limeñitas fue un dúo femenino de canción folclórica peruana conformado por Graciela y Noemí Polo. Iniciaron su carrera interpretando boleros y tangos en el coro del maestro Pacheco de Céspedes a mediados de la década de los 40. Su primera aparición en la radio sucedió en enero de 1941 como Las Torcasitas en Radio Goycochea, todavía con repertorio internacional, cambian su nombre por un corto período a Las Hermanas Palacios. Se adentran en la música peruana, cantando en Radio Lima, donde son lanzadas a la fama y adquieren su nombre definitivo, Las Limeñitas. La crítica les daba el nombre de las "estrellas del criollismo" fueron sus maestros El Canario Negro, Luciano Huambachano, Filomeno Ormeño y Lucho de la Cuba.
Noemí fallece en mayo de 1998 un año después IEMPSA lanza un álbum recopilatorio llamado 50 años con Las Limeñitas.
En marzo de 2005 Graciela graba un álbum llamado Ayer, hoy y siempre acompañada del joven Sergio Salas y en ese año fue condecorada por la Municipalidad de Lima con la Medalla de Lima, en el Aniversario de la fundación de la capital. Falleció en febrero de 2012.

## Grandes interpretaciones
- «Barrio bajopontino»: Vals del maestro Luciano Huambachano.
- «Paraíso de amor»: Vals de la compositora y folcklorista Alicia Maguiña.
- «Esta es mi tierra» junto a Rafael Matallana: Tondero de Augusto Polo Campos.

## Discografía
- 50 Años con... Las Limeñitas (1995).
- Graciela y Noemí, un solo Corazón (1972).
- El Perú de Fiesta con Las Limeñitas (1967).